# Mormolyke
Mormolyke, Mormo (Mormolyce, Mormolyceion, Mormolukeion, Mormolykeia, gr. Μορμώ Mormṓ) – wywodzący się ze starożytnej Grecji typ postaci fantastycznej, kobieta-widmo, rodzaj upiora, który miał wysysać krew z młodych mężczyzn wabiąc ich pod postacią pięknej kobiety. Grecy m.in. straszyli nią dzieci. Etymologia imienia Mormolyke pochodzi od słów „straszny” i „wilk”.
Jej imię znane nam jest współcześnie z dzieł Arystofanesa. Pojawia się w nich dwukrotnie w jego komediach jako Mormo w Acharnejczykach (w. 582) i Pokoju (w. 474). Wspominali o niej również inni, m.in. Filostratos (Żywot Apolloniosa z Tyany IV 25) i Menander.